# Kojaneerup South
Kojaneerup South ist ein Ort im australischen Bundesstaat Western Australia. Er liegt etwa 62 Kilometer nördlich von Albany. Der Ort liegt im traditionellen Siedlungsgebiet des Aborigines-Stammes der Mineng.

## Geografie
Südwestlich des Ortes liegt South Stirling, südwestlich Green Range und Mettler, nordwestlich Gnowellen und Wellstead und nordwestlich Takalarup und der Stirling-Range-Nationalpark.
Zum Meer im Südosten sind es etwa 20 Kilometer Luftlinie. Durch den Ort führt die Chillinup Road.

## Bevölkerung
Der Ort Kojaneerup South hatte 2016 eine Bevölkerung von 38 Menschen, davon 44,4 % männlich und 55,6 % weiblich.
Das durchschnittliche Alter in Kojaneerup South liegt bei 38 Jahren, genau dem australischen Durchschnitt entsprechend.